# Scolopacidae
Scolopacidae (ou escolopacídeos) são uma família de aves caradriformes, onde se inserem cerca de 85 espécies, são comummente conhecidas como naceja.

## Descrição
O grupo tem distribuição mundial, mas a maioria das espécies vive no hemisfério norte, deslocando-se para sul durante a época de reprodução. Habitam zonas costeiras ou perto de massas de água como grandes lagos ou rios.
Os escolopacídeos são aves de pequeno a grande porte. A forma do bico varia bastante em dimensão e aspecto encurvado ou direito, sendo na maioria das espécies bastante fino. As patas são habitualmente longas e terminam em dedos afilados ou lobados (no caso dos falaropos), numa adaptação à natação. As asas são longas e afiladas e a cauda tem tamanho médio. Os padrões da plumagem são bastante variados em tons de cinzento, castanho e branco, sendo a zona ventral mais clara. Não há dimorfismo sexual.
A época e estratégias de reprodução variam consoante a espécie e o habitat. As posturas contêm em média 2 a 4 ovos de cor cinzenta ou azulada, que podem ser incubados pelo casal ou por um dos pais. Os juvenis recebem os cuidados parentais dos dois progenitores, ou de apenas um deles macho ou fêmea, conforme a espécie.
A família é incluída na ordem Ciconiiformes na taxonomia de Sibley-Ahlquist.

## Taxonomia
De acordo com o Congresso Ornitológico internacional (IOC 2019), a classificação é a seguinte:
- Género Bartramia
  - Bartramia longicauda - Maçarico-do-campo
- Género Numenius
  - Numenius tahitiensis
  - Numenius phaeopus - Maçarico-galego
  - Numenius minutus
  - Numenius borealis
  - Numenius americanus
  - Numenius madagascariensis
  - Numenius tenuirostris
  - Numenius arquata
- Género Limosa
  - Limosa lapponica
  - Limosa limosa
  - Limosa haemastica
  - Limosa fedoa
- Género Arenaria
  - Arenaria interpres
  - Arenaria melanocephala
- Género Prosobonia
  - Prosobonia parvirostris
  - †Prosobonia cancellata
  - †Prosobonia leucoptera
  - †Prosobonia ellisi
- Género Calidris
  - Calidris tenuirostris
  - Calidris canutus
  - Calidris virgata
  - Calidris pugnax ou Philomachus pugnax
  - Calidris falcinellus ouLimicola falcinellus
  - Calidris acuminata
  - Calidris himantopus
  - Calidris ferruginea
  - Calidris temminckii
  - Calidris subminuta
  - Calidris pygmaea ou Eurynorhynchus pygmeus
  - Calidris ruficollis
  - Calidris alba
  - Calidris alpina
  - Calidris ptilocnemis
  - Calidris maritima
  - Calidris bairdii
  - Calidris minuta
  - Calidris minutilla
  - Calidris fuscicollis
  - Calidris subruficollis ouTryngites subruficollis
  - Calidris melanotos
  - Calidris pusilla
  - Calidris mauri
- Género Limnodromus
  - Limnodromus semipalmatus
  - Limnodromus scolopaceus
  - Limnodromus griseus
- Género Scolopax
  - Scolopax rusticola
  - Scolopax mira
  - Scolopax saturata
  - Scolopax rosenbergii
  - Scolopax bukidnonensis
  - Scolopax celebensis
  - Scolopax rochussenii
  - Scolopax minor
- Género Coenocorypha
  - Coenocorypha pusilla
  - † Coenocorypha barrierensis
  - † Coenocorypha iredalei
  - Coenocorypha huegeli
  - Coenocorypha aucklandica
- Género Lymnocryptes
  - Lymnocryptes minimus
- Género Gallinago
  - Gallinago solitaria
  - Gallinago hardwickii
  - Gallinago nemoricola
  - Gallinago stenura
  - Gallinago megala
  - Gallinago nigripennis
  - Gallinago macrodactyla
  - Gallinago media
  - Gallinago gallinago
  - Gallinago delicata
  - Gallinago paraguaiae
  - Gallinago andina
  - Gallinago nobilis
  - Gallinago undulata
  - Gallinago stricklandi
  - Gallinago jamesoni
  - Gallinago imperialis
- Género Xenus
  - Xenus cinereus
- Género Phalaropus
  - Phalaropus tricolor
  - Phalaropus lobatus
  - Phalaropus fulicarius
- Género Actitis
  - Actitis hypoleucos
  - Actitis macularius
- Género Tringa
  - Tringa ochropus
  - Tringa solitaria
  - Tringa incana
  - Tringa brevipes
  - Tringa flavipes
  - Tringa semipalmata
  - Tringa totanus
  - Tringa stagnatilis
  - Tringa glareola
  - Tringa erythropus
  - Tringa nebularia
  - Tringa guttifer
  - Tringa melanoleuca

- Commons
- Wikispecies